# 水平爆撃
水平爆撃（すいへいばくげき）は、航空機による爆撃において、高度を維持しつつ目標上空へ侵入し、爆弾を投下する爆撃方法。

## 概要

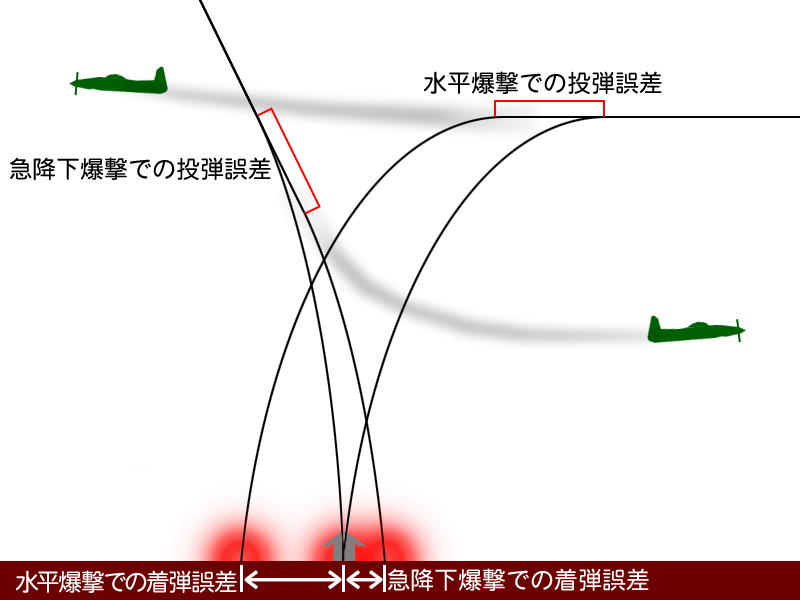
爆撃行程による命中精度の違い。水平爆撃は急降下爆撃より命中精度が悪くなる

主に第一次世界大戦と第二次世界大戦の両大戦で用いられ、爆弾が自ら推進能力を備え、無線誘導などにより爆撃ポイントに着弾するようになると、精密爆撃を目的とした水平爆撃は行われなくなった。しかし、戦略爆撃など広範囲に大量の爆弾を投下する必要がある場合には戦略爆撃機による水平爆撃が用いられる。
対空砲火や戦闘機による迎撃を避けるため、高高度からの爆撃が多い。高高度爆撃の場合は爆撃機側は比較的安全だが、急降下爆撃に比べて命中率は劣り、付近に友軍が存在する場合誤爆は多くなる。このため、目標を特定しない無差別爆撃や目標を貫徹するために必要な速度を得るため高高度からの投下が必要になる徹甲爆弾による攻撃などで使用された。
水平爆撃においては、爆弾の投射位置・投射角・高度・風向によって爆弾投下のタイミングは大きく変わってくることから、第二次大戦期の日本軍では、優秀な爆撃手が指揮官機に搭乗して照準を合わせ、僚機が同時にすることで命中率を向上させる公算爆撃が取られていた。これに対し同期間のアメリカ軍は、ノルデン照準器と呼ばれる一種の機械式計算機を組み込んだ爆撃照準器を採用することにより、単機で低練度の爆撃手でも高い命中精度を得ることができたとされる。なお、ノルデン照準器は第二次大戦期には最高軍機扱いであり、敵地などに不時着した米軍爆撃機の照準手は、ノルデン照準器を破壊することが義務付けられていた。
現代の爆撃機は、環境センサーと機上コンピュータによる弾道計算や爆弾自体に誘導装置を持たせた誘導爆弾の使用により、急降下爆撃に頼らなくとも命中率を向上させることができる。このため、通常爆弾による爆撃は水平爆撃、または緩降下爆撃が主流となっている。その一方で核爆弾による攻撃では、自機の退避時間を確保するために爆撃機は上昇しながら投弾するトス爆撃か、減速用パラシュートを装着した核爆弾を低高度から水平爆撃の要領で投下するレイダウン投下が用いられる。トス爆撃では、命中率は水平爆撃や急降下爆撃に比べてはるかに劣るものの、核兵器の強大な破壊力のため、多少の位置不全は問題とならない。